# Igreja de Santa Maria de Cambre

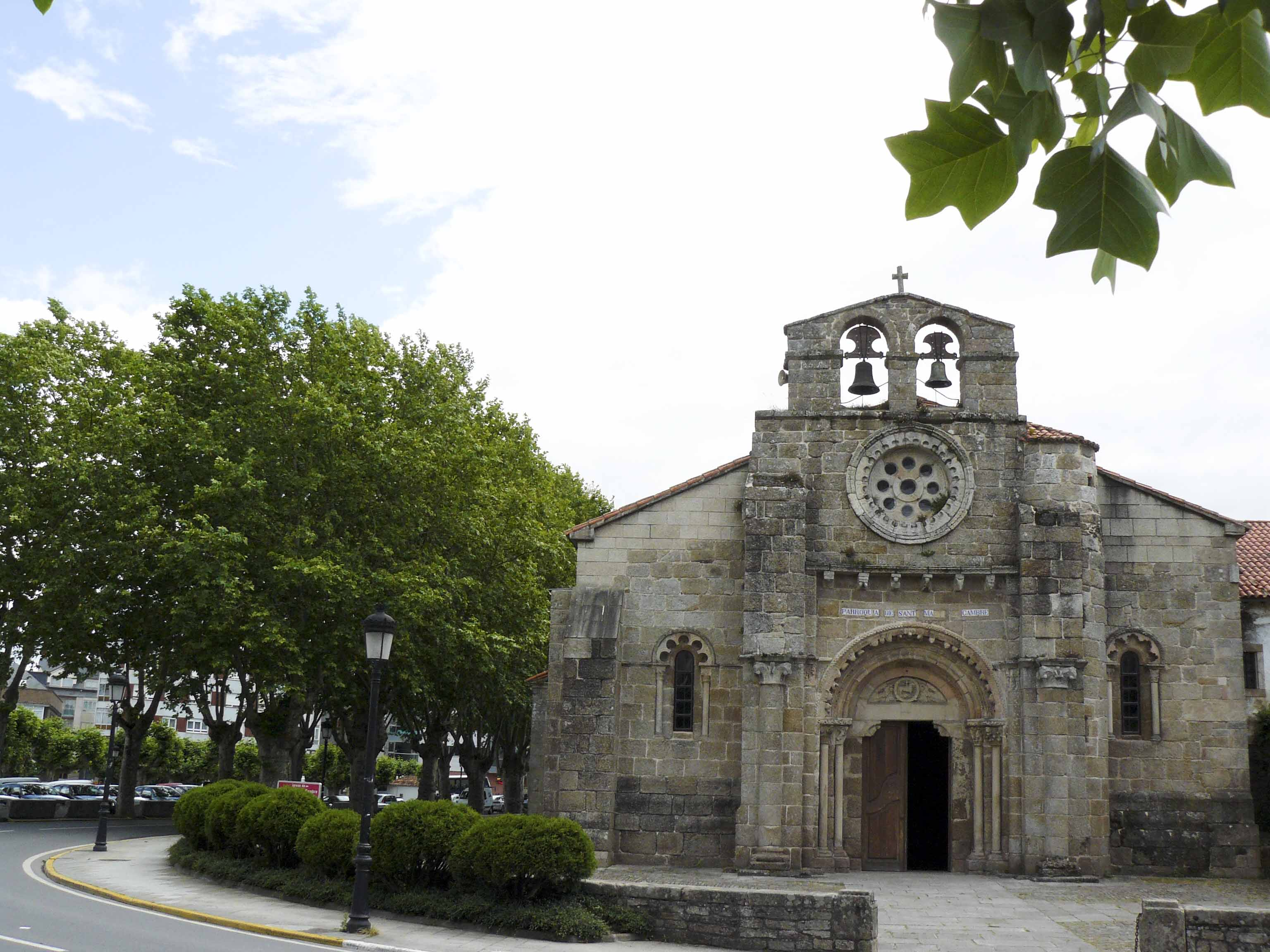
Fachada da igreja

A igreja de Santa Maria de Cambre é um templo de feitura românica, um dos melhores exemplos do conhecido como românico compostelano e único exemplo no rural galego deste estilo.

## Situação
Localiza-se na ribeira do rio Mero, na paróquia de Santa María de Cambre no concelho de Cambre, na comarca das Mariñas de Frades, na província da Corunha, Galiza.

## História

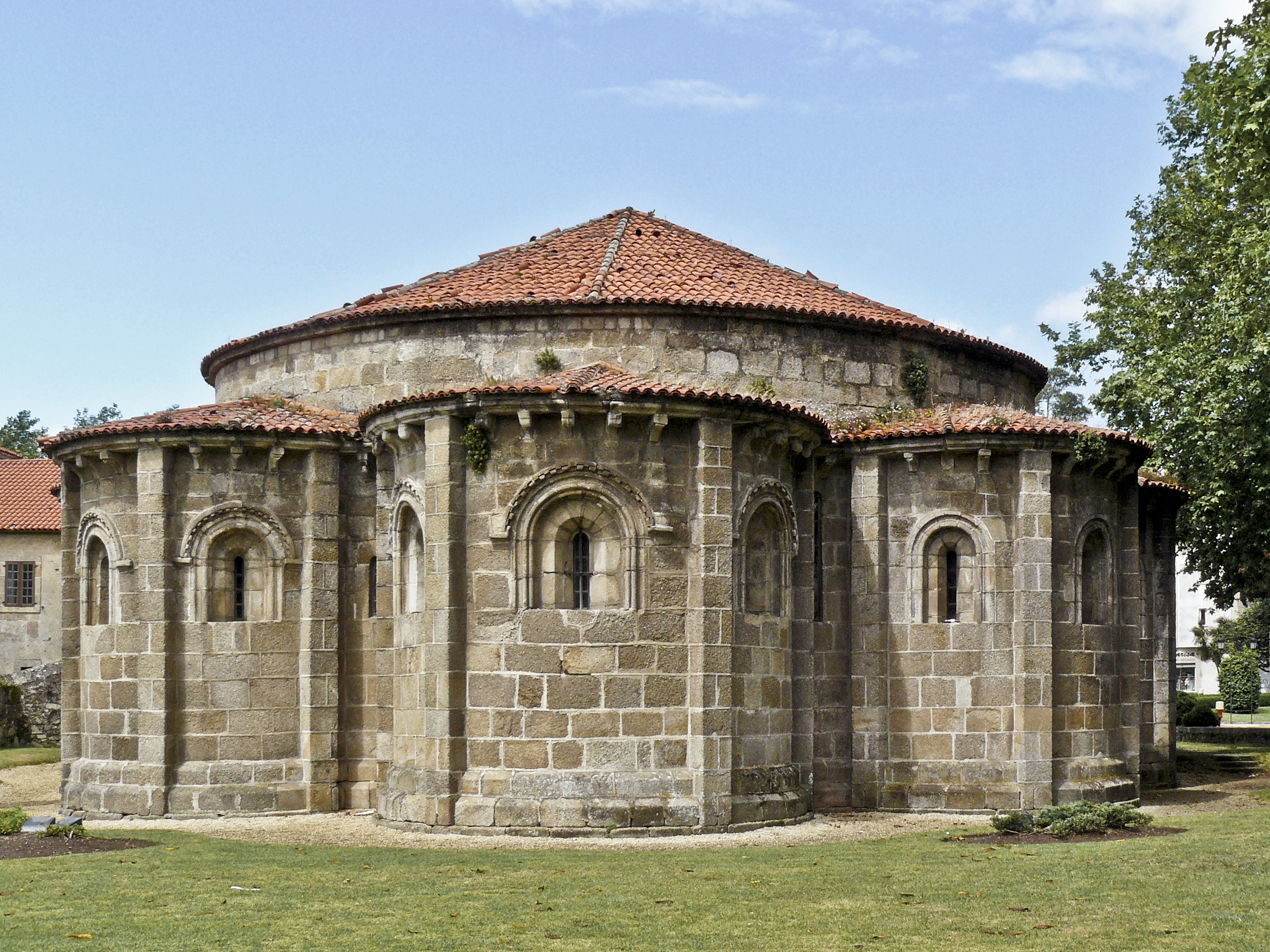
Ábsides românicas

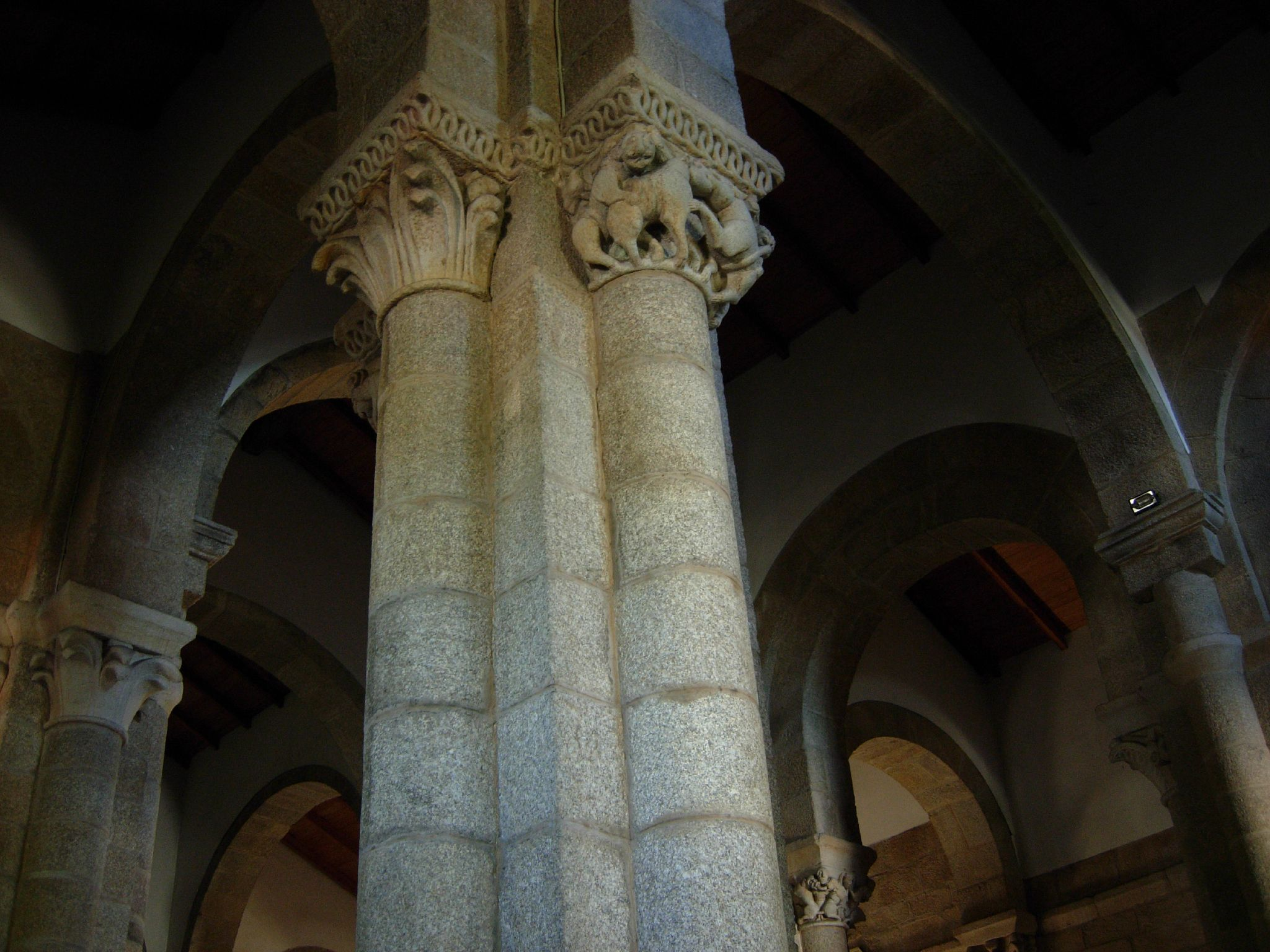
Capitéis do interior

Pertencia à jurisdição da arquidiocese compostelana. Na Alta Idade Media, num lugar conhecido como Calambre, foi fundado um mosteiro familiar por parte do cavaleiro Alvito e suas irmãs Vestriberga e Urraca. O mosteiro foi doado ao de San Paio de Antealtares em 16 de Agosto de 932.

## Descrição
A igreja é o único que se conserva em nossos dias do primitivo mosteiro. Foi construída no fim do século XII. Estrutura-se em planta de cruz latina com deambulatório. Da igreja destaca-se o emprego de uma mistura de soluções românicas e góticas com uma forte influência da oficina da Catedral Compostelana

### Exterior
A parte melhor conservada do conjunto é a cabeceira, composta pela capela-mor e cinco capelas nas absidíolas. Nestes conservam-se as cornijas e abobadamentos originais.

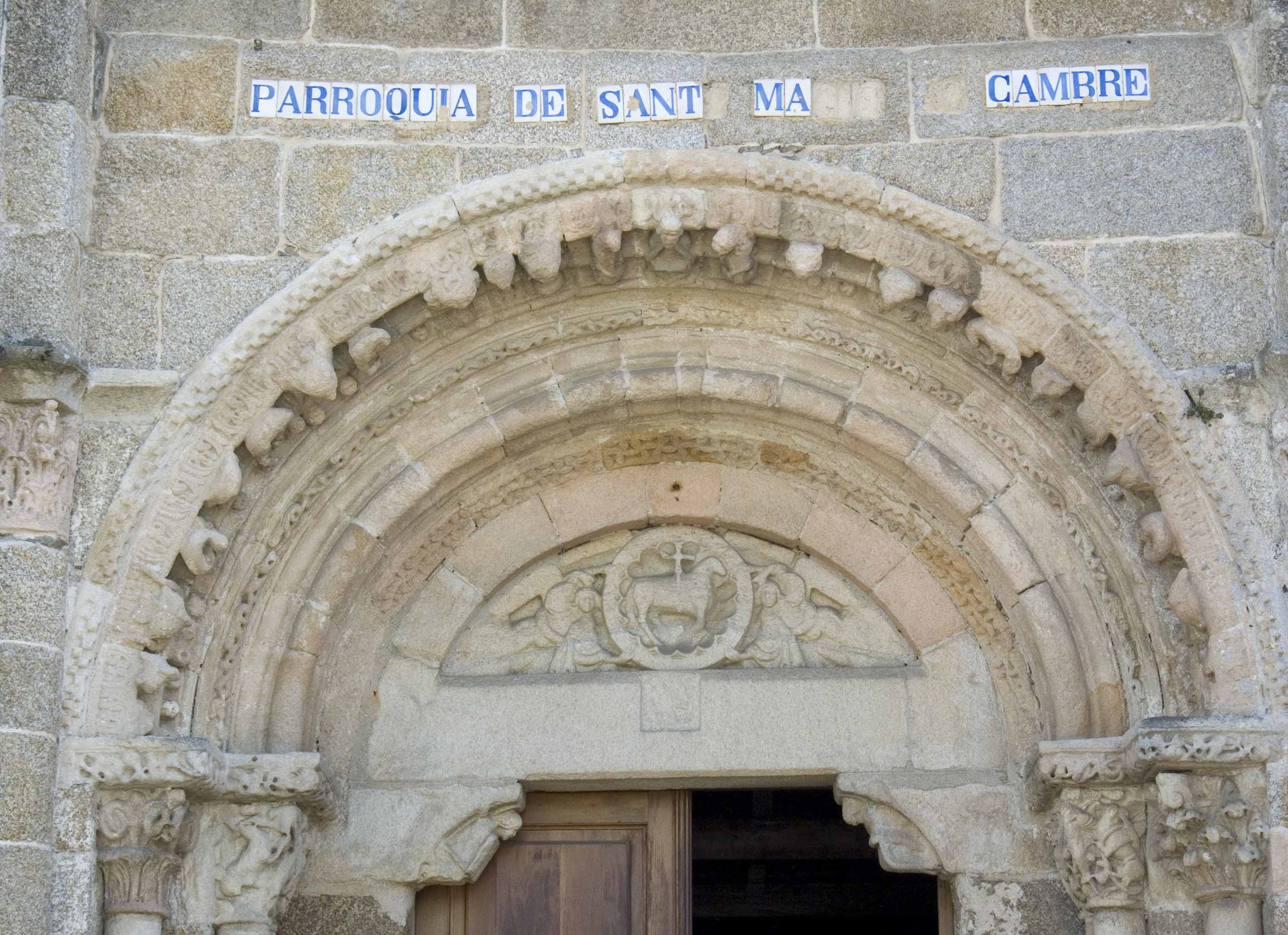
Tímpano com o Agnus Dei da portada principal

Na formosa fachada salientar o uso não habitual no exterior de colunas pareadas. A portada enquadra-se por contrafortes. No tímpano amostra-se o Agnus Dei inserido num clipeo em forma de vieira. Nas arquivoltas encontramos diversa decoração zoomórfica e antropomórfica com a mensagem de denunciar ao mal. Na chave do tímpano Daniel representado entre vigilantes leões rampantes.
Nos capitéis representa-se a pesada das almas do julgamento frente ao demônio e a luta de São Miguel contra o dragão do Apocalipse.
A ambos os lados da portada situam-se dois vãos com arcos de meio ponto adornados com cinco arcos de ferradura no seu intradós feitos a imagem dos da Fachada de Pratarias compostelana.
Sobre a portada um torna-chuvas suportado por cachorros com figuras de animais e antropomorfas. Por cima do torna-chuvas uma rosácea composta por uma gelosia de círculos ao redor de um maior e enquadrada por molduras com a interior decorada com pequenos arcos de ferradura. Remata a fachada uma espadana com dois nichos para os sinos.

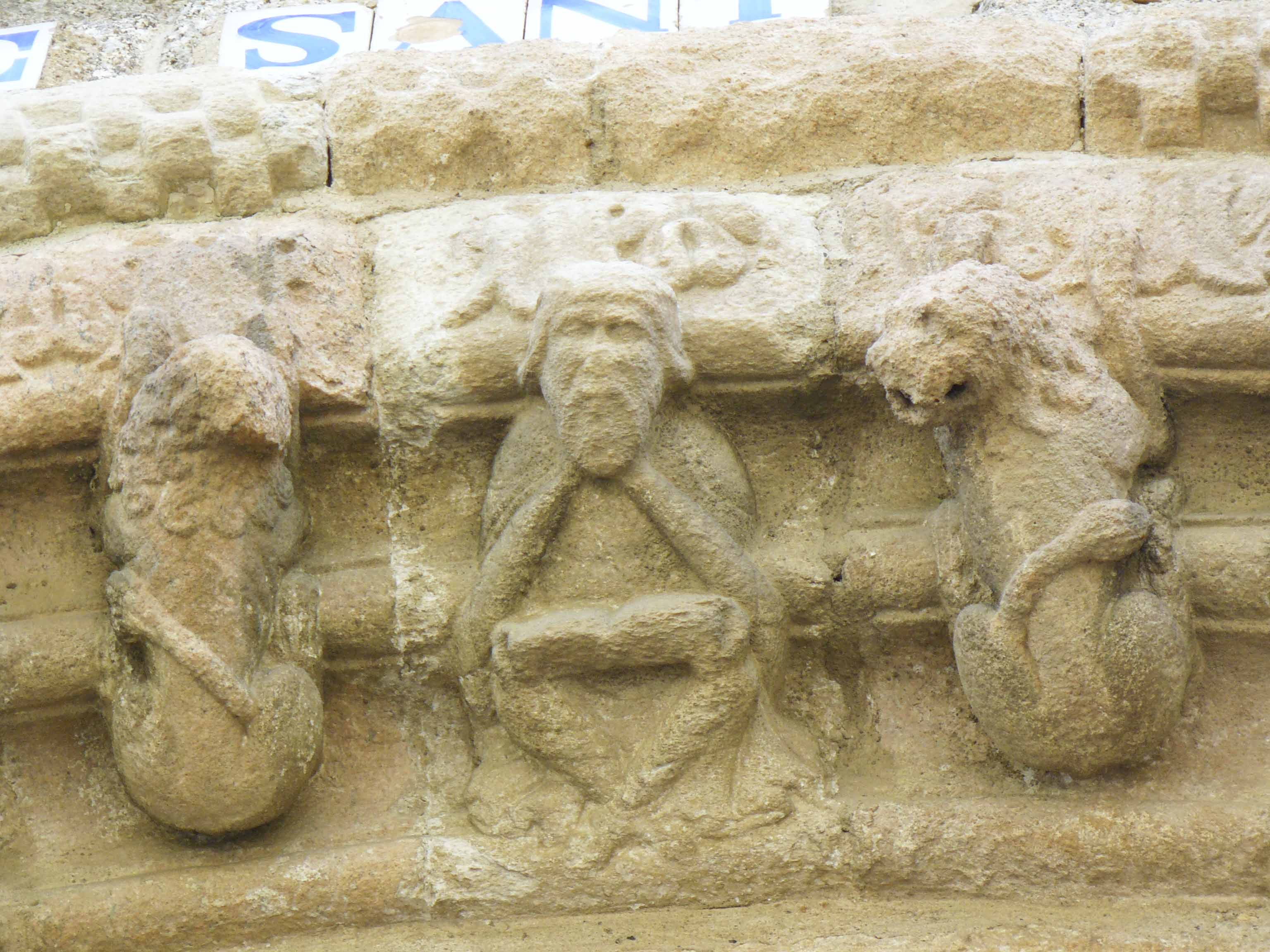
Detalhe da fachada

### Interior
Dividida em três naves compostas de quatro trechos separados por pilares compostos cruciformes. É de destacar sua variada e abundosa decoração, chegando a contar-se até noventa e quatro capitéis com até trinta motivos ornamentais diferentes.
No interior conserva algumas peças de interesse:  Um capitel com a data de 1194 gravada nele, a pila conhecida como Hidria de Jerusalém, ou uma Virgem com menino em pedra de finais do século XII.